# Stazione di Hiranumabashi
La stazione di Hiranumabashi (平沼橋駅?, Hiranumabashi-eki) è una stazione ferroviaria situata nel quartiere di Nishi-ku della città giapponese di  Yokohama, nella prefettura di Kanagawa, ed è servita dalla linea Sagami principale delle Ferrovie Sagami.

## Linee
Ferrovie Sagami
■■ Linea Sagami principale

## Struttura
La stazione è dotata di un marciapiede a isola con due binari passanti in superficie. Parallelamente, corrono anche i binari delle linee Tōkaidō principale e Yokosuka della JR East, ma non essendo presenti marciapiedi lungo queste ultime, non è disponibile l'interscambio diretto (possibile alla stazione di Yokohama). Il mezzanino si trova a un livello superiore a quello dei binari.
| 1 | ■ Linea Sagami principale | per Futamatagawa, Ebina e Shōnandai |
| 2 | ■ Linea Sagami principale | per Yokohama                        |

## Stazioni adiacenti
| «                                       | Servizio                | »                       |
| Linea Sagami principale                 | Linea Sagami principale | Linea Sagami principale |
| --------------------------------------- | ----------------------- | ----------------------- |
| Yokohama                                | Locale                  | Nishi-Yokohama          |
| Le altre tipologie di treni non fermano |                         |                         |